# Miike Snow
Miike Snow (pronunciado "Mike Snow") es una banda sueca de indie pop formada en 2007 en Estocolmo. El grupo está formado por el equipo de producción Bloodshy & Avant y el cantante estadounidense Andrew Wyatt. La banda suele estar representada por la silueta de un jackalope. En su carrera, la banda ha lanzado tres álbumes de estudio: Miike Snow (2009), Happy to You (2012) y iii (2016).

## Historia
Christian Karlsson y Pontus Winnberg forman parte del proyecto Bloodshy & Avant, en realidad productores de canciones para artistas pop como Sugababes (Supernatural), Jennifer López (Brave), Madonna (How High, Like It Or Not), Kylie Minogue (Nu-di-ty, Speakerphone), Toxic y Piece of Me de Britney Spears o en los comienzos de la debutante artista Sky Ferreira en canciones como "One" y "Haters Anonymous".
Andrew Wyatt vive en New York, y antes de formar parte de Miike Snow, estuvo en bandas como Black Beetle y The A.M.. También forma parte de Fires of Rome, que hizo su debut en el 2009 con You Kingdom You.
Como Miike Show se dieron a conocer con el sencillo "Animal", en el 2009, lanzado por el sello Downtown Records, que contó con remezclas de Crookers y Treasure Fingers. Por su parte, Benny Blanco y DJ Medhi se encargaron de las remezclas del segundo sencillo "Burial", incluido en su álbum de debut editado en junio de 2009.
El 30 de julio de 2011, la banda anunció la creación de un nuevo sello discográfico junto a varios músicos, en su mayoría, suecos, llamado INGRID. También le da nombre al colectivo de artistas en la que integran junto a Peter Bjorn and John, Lykke Li, Nicole Morier y Dungen.
El lanzamiento de su segundo álbum de estudio titulado Happy to You, se realizó el 26 de marzo de 2012. Cuenta con artistas invitados como la cantante sueca Lykke Li en la canción "Black Tin Box" sumada a "Devil's Work", una de las canciones adelanto del disco. Su primer sencillo extraído de este álbum es Paddling Out, estrenado el 19 de enero de 2012 en la BBC Radio 1. Su segundo sencillo es "The Wave", cuyo video musical de la canción fue realizado por el director sueco Andreas Nillson, quien había dirigido el clip de “Paddling Out”. Ambos videos forman una historia unificada.
En 2012, Christian Karlsson junto a su compatriota Linus Eklow, más conocido como Style of Eye, crearon el proyecto musical llamado Galantis, conocidos en 2013 por su sencillo "Smile".
El 30 de octubre de 2015, después de tres años en espera, la banda regresa con el lanzamiento de un nuevo sencillo titulado "Heart Is Full". Este sirve como el primer sencillo promocional de su tercer álbum de estudio llamado iii, el cual se lanzó en marzo de 2016. En diciembre de 2015, lanzaron el segundo sencillo adelanto del álbum, "Genghis Khan".

## Curiosidades
Se dice que el nombre de la banda, surge del nombre de un amigo de Christian Karlsson y Pontus Winnberg llamado Mike Snow, y que deletrearon "Miike" en honor al controvertido director de cine y productor japonés Takashi Miike, quien se hizo famoso por hacer películas saturadas de violencia, sexo y gore.
Suelen aparecer con máscaras plateadas los tres integrantes en sus conciertos, siguiendo con la idea de que su fama no sea representada con su rostro si no con su música.
La banda tiene como logo la imagen de un jackalope.

## Discografía

### Álbumes de estudio
- 2009: Miike Snow
- 2012: Happy to You
- 2016: iii

### Sencillos
| Año  | Título                  | Mejor posición | Mejor posición | Mejor posición | Mejor posición | Mejor posición | Mejor posición | Mejor posición | Mejor posición | Álbum                         |
| Año  | Título                  | AUS            | BEL (Fla)      | CAN            | HOL            | UK             | UK Dance       | EUA Alt        | EUA Rock       | Álbum                         |
| ---- | ----------------------- | -------------- | -------------- | -------------- | -------------- | -------------- | -------------- | -------------- | -------------- | ----------------------------- |
| 2009 | «Animal»                | —              | —              | —              | —              | 98             | —              | —              | —              | Miike Snow                    |
| 2009 | «Burial»                | —              | —              | —              | —              | —              | —              | —              | —              | Miike Snow                    |
| 2009 | «Black & Blue»          | —              | 60             | —              | —              | 64             | 5              | —              | —              | Miike Snow                    |
| 2010 | «Silvia»                | —              | —              | —              | —              | 154            | 16             | —              | —              | Miike Snow                    |
| 2010 | «Remedy» (con Crookers) | —              | 60             | —              | —              | —              | —              | —              | —              | Tons of Friends               |
| 2010 | «Billie Holiday»        | —              | —              | —              | —              | —              | —              | —              | —              | Miike Snow (Edición Especial) |
| 2010 | «The Rabbit»            | —              | —              | —              | —              | —              | —              | —              | —              | Miike Snow (Edición Especial) |
| 2012 | «Paddling Out»          | —              | 59             | —              | 32             | 90             | 17             | —              | —              | Happy to You                  |
| 2012 | «The Wave»              | —              | 93             | —              | —              | —              | —              | —              | —              | Happy to You                  |
| 2012 | «Pretender»             | —              | —              | —              | —              | —              | —              | —              | —              | Happy to You                  |
| 2015 | «Heart Is Full»         | —              | —              | —              | —              | —              | —              | —              | 41             | iii                           |
| 2016 | «Genghis Khan»          | 44             | —              | 86             | —              | —              | —              | 8              | 12             | iii                           |
| 2016 | «The Heart of Me»       | —              | —              | —              | —              | —              | —              | —              | —              | iii                           |

### Remixes
- 2009: Passion Pit – “The Reeling” (Miike Snow Remix)
- 2009: Peter Bjorn and John – “It Don't Move Me” (PBJ Vs Miike Snow Remix)
- 2009: Vampire Weekend – “The Kids Don't Stand a Chance” (Miike Snow Remix)
- 2010: I Blame Coco Feat. Robyn – “Caesar” (Miike Snow Remix)
- 2011: Amadou & Mariam – “Sabali” (Miike Snow Remix)
- 2011: Depeche Mode – “Tora! Tora! Tora!” (Karlsson and Winnberg [from Miike Snow] Remix)
- 2011: Depeche Mode – “When the Body Speaks” (Karlsson and Winnberg Remix)